# NGC 2066
NGC 2066 je otvoreni skup u zviježđu Stolu. 

## Vanjske poveznice
- SEDS: NGC 2066